# ポケモンARサーチャー
『ポケモンARサーチャー』（ポケモンエーアールサーチャー）は2012年6月23日にポケモンより発売のニンテンドー3DS用ゲームソフトである。

## 概要
本作はニンテンドー3DS内蔵のカメラ機能を用いたシューティングゲームとなっており、表示される「ゆめぐも」を3DSを動かし撃つシステムとなっている。基本的なゲーム性は顔シューティングのそれに近い。
『ポケットモンスター ブラック2・ホワイト2』と連動するソフトであり、本作で手に入れたポケモンやアイテムを転送することが出来る。転送は、3DSのゲームカードスロットに挿入されている『ブラック2・ホワイト2』どちらかのDSカードに対して、本作からセーブデータを変更する形で行われる。

## 登場人物
バーネット博士
『夢』について研究している博士で、プレイヤーに研究の手助けを依頼する。
『サン・ムーン』ではククイ博士と結婚していたことが判明する。

## 用語
ゆめのはざま
夢と現実のはざまの世界。専用のマシンを介することで、ゆめのはざまを視認することができる。
ゆめぐも
ゆめのはざまに存在する雲のような物。ビームを照射することでゆめだまやポケモンへと変化する。
ゆめだま
ゆめぐもにビームを照射することで発生するエネルギー体。バーネット博士はこれを用いることでビームなどの装置を強化している。
トルネロス・ボルトロス・ランドルス（れいじゅうフォルム）
ゆめのはざまに生息する伝説のポケモン。バーネット博士に度々目撃されており、大量のゆめだまを使用した特別なパーツを用いることで捕獲が可能。
ディアルガ・パルキア・ギラティナ・ホウオウ・ルギア
ゲームクリア後、3DSのゲームカードスロットに『ダイヤモンド』『パール』『プラチナ』『ハートゴールド』『ソウルシルバー』を挿入することで捕獲できるポケモン。